# Мини-Израиль

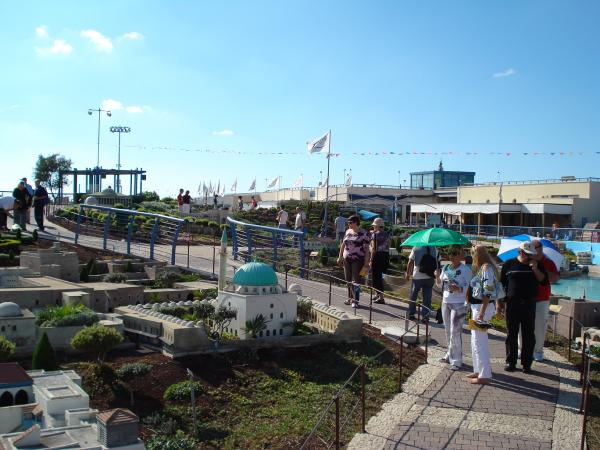
Парк Мини-Израиль. Макет мечети Аль-Джаззар (Акко)

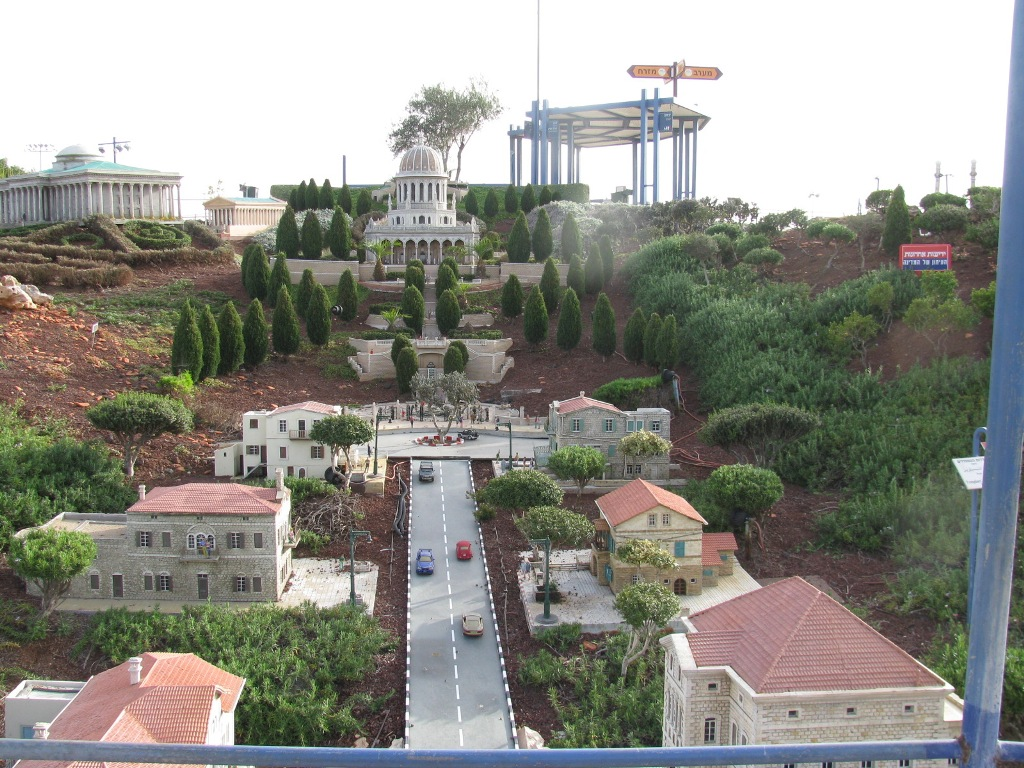
Парк Мини-Израиль. Макет Бахайских садов

Мини-Израиль (ивр. מיני ישראל‎) — парк миниатюр в израильской местности Латрун в долине реки Аялон. Парк, открытый в ноябре 2002 года, содержит миниатюрные копии сотен зданий и памятников в Израиле. Экспозиция состоит из 350 миниатюрных макетов, большинство из которых выполнены в масштабе 1:25.

## История
Создатели парка руководствовались девизом: «Смотрите — всё маленькое!». Команда дизайнеров, архитекторов и строителей состояла из более чем 100 представителей всех слоёв израильского общества, в том числе многих новых репатриантов из бывшего СССР. Парк был детищем израильского предпринимателя Эйрана Газита, задумавшего построить его после посещения в 1986 году знаменитого миниатюрного города Мадуродам в Нидерландах. Вследствие того, что Первая интифада задержала реализацию проекта, Газит начал проектные работы по созданию парка только в 1994 году. Партнёрами Газита были: Йони Шапира, выполнявший обязанности директора и управляющего маркетингом; Майк Мэдисон, ответственный за международные проекты; и Коби Плашкис, руководивший технической частью проекта. Проект финансировался главным образом двумя большими инвестиционными группами: «Гранит Кармель» и «Секом». Парк обошелся инвесторам в 20 млн долларов, причём 15 % финансовых средств обеспечило Министерство туризма Израиля. Парк был построен на территории, принадлежащей кибуцу Нахшон в 2002 году. 
В первые девять месяцев после открытия парк посетило около 350 000 человек, в основном жители Израиля.

## Экспозиция

### Описание
Экспозиция показывает объекты и сооружения в Израиле, имеющие значение для иудаизма, христианства и ислама, а также исторические, археологические, культурные и этнические достопримечательности. Вместе с макетами различных объектов представлены изображения различных этнических групп: евреев, мусульман, христиан, друзов, бедуинов и других. Надписи на указателях, установленных в парке, выполнены на иврите, арабском и английском языках.
Комплекс расположен на территории 60 000 квадратных метров (6,0 га), из которых  более 35 000 м² (3,5 га) занято макетами. Парк также включает в себя сувенирный магазин, несколько ресторанов, зоны отдыха и лекционный зал, в котором демонстрируются фильмы об Израиле. В парке имеется аудиогид и пункт проката электромобилей.

### Макеты
В экспозиции парка представлено более 385 макетов зданий и памятников, 500 животных, 15 000 живых деревьев бонсай, 4700 автомобилей, 100 мотоциклов, 14 поездов, 3 вертолета, 32 самолета, 175 кораблей и 230 грузовиков. Парк спланирован в форме звезды Давида, каждый из шести треугольников которой символизирует область или город: Иерусалим, Тель-Авив, Хайфу, Галилею, Негев, а также центральную часть Израиля. Макеты были созданы в мастерских, расположенных по всей территории Израиля, с использованием сложных компьютеризированных оценок, основанных на исследованиях, подготовленных сотрудниками Мини-Израиля.
Большинство макетов были выполнены в масштабе 1:25. Исключение составляют: Нахалаль, выполненный в масштабе 1:250; электростанция Орот Рабин - 1:50; стены Иерусалима и Акко — 1:50; Менора Кнессета — 1:15.
Модели изготовлены из полиуретана и других аналогичных полимерных материалов, а также из мелких камней и выкрашены водостойкой краской для устойчивости к погодным условиям. 
Многие модели оснащены кинетическими движущимися частями, например: поезда, самолеты, игра в футбол, тяжелая техника, катера и т.д.